# Iñaki Goikoetxea
Iñaki Goikoetxea Beristain (Deva, Guipúzcoa, 6 de mayo de 1982) es un exfutbolista y entrenador de fútbol español. Se desempeñaba en la posición de delantero y actualmente es segundo entrenador de la S. D. Amorebieta en la Segunda División de España.

## Trayectoria

### Como jugador
Iñaki llegó al CD Basconia, segundo filial del Athletic Club, en 2002 procedente del Aurrera de Ondarroa. Ascendió al Bilbao Athletic al año siguiente, aunque no contó con demasiadas oportunidades. En 2004 firmó por el Barakaldo CF y, dos años más tarde, por la SD Lemona. Sus buenas cifras goleadores le llevaron a enrolarse en el Real Unión. En el equipo irundarra vivió la temporada del ascenso a Segunda División en 2009, en la que fue máximo goleador con 18 tantos incluido el tanto de la victoria en el partido de ida de Copa del Rey ante el Real Madrid (3-2).
En la temporada 2009-10 debutó en Segunda División, competición en la que logró cinco tantos. En 2011 fichó por el Club de Fútbol Badalona, donde marcó seis goles. Al año siguiente firmó por la SD Amorebieta, conjunto con el que anotó ocho tantos. Regresó al equipo fronterizo en 2013, permaneciendo en el mismo hasta 2015. Se retiró en las filas del Aviron Bayona en 2016.

### Como entrenador
Entre 2015 y 2018 fue segundo entrenador del Real Unión. En julio de 2018 se incorporó al personal técnico de la Real Sociedad (femenino) bajo las órdenes de Gonzalo Arconada, donde trabajaría durante tres temporadas. Iñaki formó parte del cuerpo técnico del equipo femenino que de la mano de gonzalo Arconada se proclamó campeón de la Copa de la Reina en Granada.
El 24 de febrero de 2022, firma como segundo entrenador de Iñaki Bea en la Selección de fútbol de la República Dominicana, donde trabajaría hasta junio del mismo año.
En la temporada 2022-23 se incorpora al departamento de análisis del Real Unión, como analista del primer equipo. En la jornada 14 de ese campeonato de liga, debido a la destitución del primer entrenador, Aitor Zulaika, Goikoetxea dirige al equipo frente al Numancia en su vista al campo de Los Pajaritos, logrando una inesperada victoria por 0-2, tras la cual, volvería a su puesto como analista.
El 16 de marzo de 2023, tras la destitución de David Movilla, se hace cargo del banquillo del Real Unión Club de la Primera Federación, hasta el final de la temporada. A pesar de la dinámica negativa y la situación desesperada, ocupando puestos de descenso, llegando a estar a cinco puntos de la salvación, Goikoetxea logrará devolver la confianza a los jugadores, culminando la temporada con la permanencia en Primera División RFEF, después de un último mes y medio de competición en la que el equipo no sufrió derrota alguna.
El Real Unión, con Iñaki Goikoetxea en el banquillo, ganó seis partidos de los doce que disputó, empatando otros tres y cayendo derrotado únicamente ante Barcelona B, Murcia y U.D. Logroñés.
En junio de 2023, firma como segundo entrenador de Haritz Mújika en la S. D. Amorebieta en la Segunda División de España. A pesar de un comienzo ilusionante, el equipo comenzó a acusar la diferencia de categoría y presupuesto con respecto a sus rivales, así como la imposibilidad de jugar en su propio estadio, ya que los poco más de 1.300 asientos de Urritxe se quedaban cortos frente a los 6000 exigidos por la categoría, y el dúo técnico fue destituido el 11 de diciembre de 2023, siendo posteriormente relevado por Jandro Castro.
El 20 de mayo de 2025, la S.D Eibar anuncia a Iñaki Goikoetxea como nuevo entrenador del primer equipo femenino.

## Clubes

### Como jugador
| Club                               | País    | Temporada   |
| ---------------------------------- | ------- | ----------- |
| Club Deportivo Aurrera de Ondarroa | España  | 2001 - 2002 |
| CD Basconia                        | España  | 2002 - 2003 |
| Bilbao Athletic                    | España  | 2003 - 2004 |
| Barakaldo CF                       | España  | 2004 - 2006 |
| SD Lemona                          | España  | 2006 - 2007 |
| Real Unión                         | España  | 2007 - 2011 |
| Club de Fútbol Badalona            | España  | 2011 - 2012 |
| SD Amorebieta                      | España  | 2012 - 2013 |
| Real Unión                         | España  | 2013 - 2015 |
| Aviron Bayona                      | Francia | 2015 - 2016 |

### Como entrenador
| Club                                                           | País                 | Temporada   |
| -------------------------------------------------------------- | -------------------- | ----------- |
| Real Unión (2º entrenador)                                     | España               | 2015 - 2018 |
| Real Sociedad (femenino) (2º entrenador)                       | España               | 2018 - 2021 |
| Selección de fútbol de la República Dominicana (2º entrenador) | República Dominicana | 2022        |
| Real Unión (Analista)                                          | España               | 2022 - 2023 |
| Real Unión                                                     | España               | 2023        |
| SD Amorebieta (2º entrenador)                                  | España               | 2023        |
| SD Eibar (femenino)                                            | España               | 2025 -      |